# Plesiomma nigrum
Plesiomma nigrum là một loài ruồi trong họ Asilidae. Plesiomma nigrum được Macquart miêu tả năm 1838. Loài này phân bố ở vùng Tân nhiệt đới.